# Nikolaj Konstantinovič Rerich
Nikolaj Konstantinovič Rerich (in russo Николай Константинович Рерих?; San Pietroburgo, 10 ottobre 1874 – Kullu, 13 dicembre 1947) è stato un pittore, avvocato e diplomatico russo esponente del simbolismo.

## Biografia
Rerich passò la maggior parte della gioventù nei pressi di Gatčina. Qui sviluppò l'interesse per la caccia, la storia naturale e l'archeologia. Scrisse racconti di avventure e illustrò una storia basata sull'incontro con un orso. L'artista Michail O. Mikešin vide i suoi disegni e lo incoraggiò dandogli le prime lezioni di pittura. Nicolaj voleva intraprendere la carriera artistica, ma il padre, famoso avvocato, decise che doveva studiare legge. E così fece entrambi gli studi iscrivendosi all'Accademia di Belle Arti e all'Università di San Pietroburgo.
Nel 1898 gli venne assegnata una cattedra all'Istituto Imperiale Archeologico e nel 1901 sposò Helena Ivanovna Šapošnikova, nipote del compositore Modest Musorgskij e pronipote del generale russo Kutuzov, colui che riuscì a sconfiggere Napoleone nel 1812.
Ebbero due figli: Georgij, uno scienziato, e Svjatoslav, un artista. Nei primi anni del Novecento, il professor Roerich dipingeva, organizzava scavi archeologici, studiava architettura, teneva conferenze e scriveva di arte e archeologia. Su invito dell'impresario Sergej Djagilev, diventò membro della società Mondo dell'Arte di Pietroburgo e per qualche tempo ne fu anche presidente.

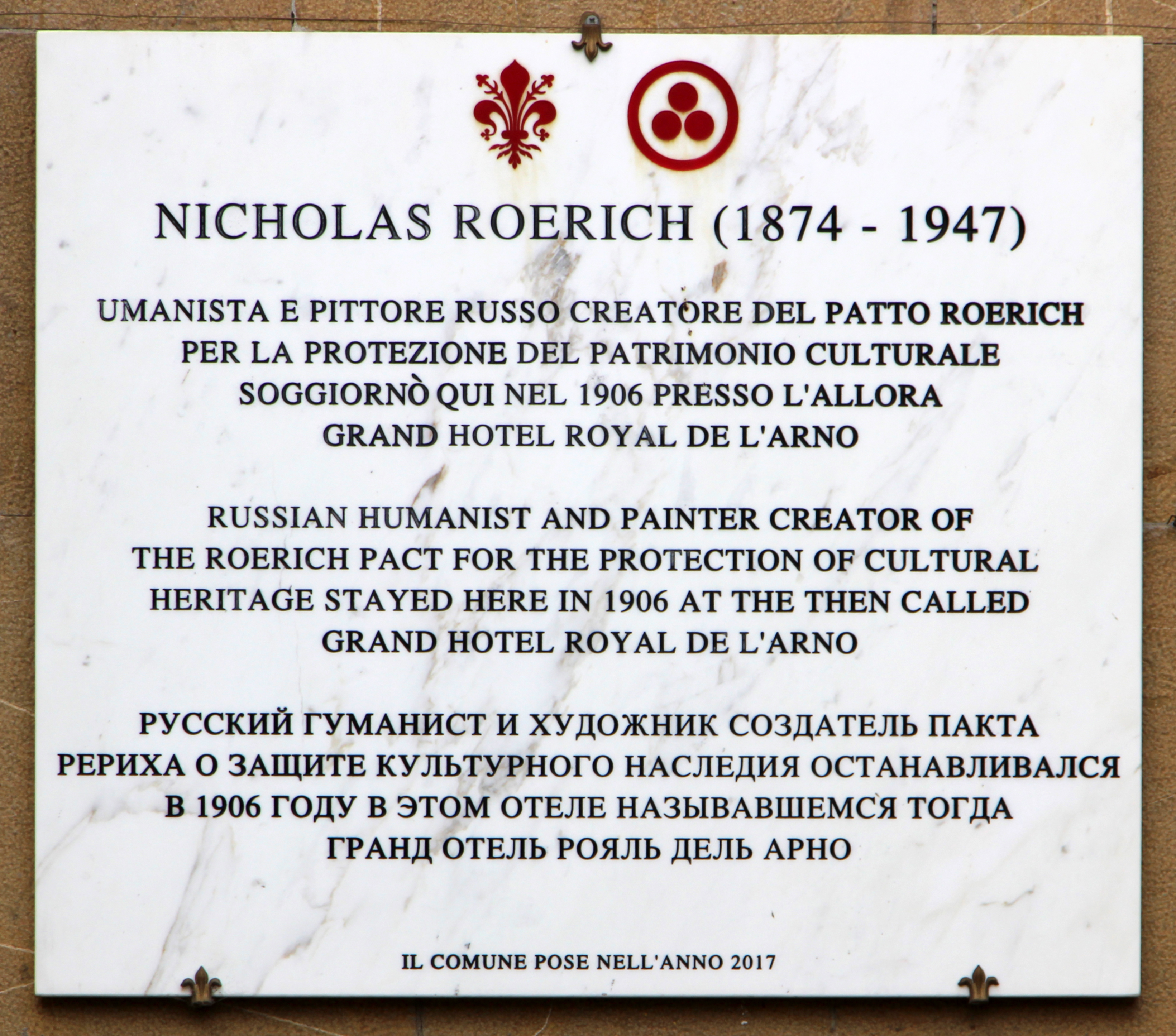
Memoria del soggiorno fiorentino del pittore

Nel 1906 soggiornò a Firenze e venne nominato Direttore della Scuola per l'Incoraggiamento alle belle Arti in Russia. Nel 1907 applicò il suo talento al disegno di scene e costumi per gli spettacoli organizzati da Djagilev, impegno che si è protratto fino al 1913 con l'allestimento del balletto La sagra della primavera di Igor' Fëdorovič Stravinskij e coreografato da Vaclav Nižinskij. L'anno seguente diventò membro del consiglio della Società Imperiale di Architettura e nel 1909 fu eletto accademico dell'Accademia Russa di Belle Arti. All'inizio della Rivoluzione bolscevica nel marzo del 1917, Maksim Gor'kij riunì a San Pietroburgo i connazionali che si occupavano di arte. Elessero un Comitato che si riuniva al Palazzo d'Inverno e Roerich ne fu il presidente per soli due mesi. In quel periodo era candidato per l'ufficio di ministro delle belle arti per questa sua capacità, ma non accettò l'alta carica.

### La partenza dalla Russia
Prevedendo i notevoli cambiamenti del suo Paese, decise di lasciare la Russia, trasferendo la famiglia in Finlandia. Su invito del direttore dell'Art Institute of Chicago, Roerich si recò negli Stati Uniti nel 1920. Aveva già eseguito più di 2500 dipinti ed era un artista di fama internazionale. Venne influenzato da molti artisti, tra cui Gauguin e Van Gogh. Le sue opere raffigurano scene naturali, temi ispirati dalla storia e dalla religione, molti sono nello stile degli antichi dipinti della chiesa russa. In America viaggiò a lungo, espose i suoi lavori, frequentò i circoli migliori, tenne conferenze.
Fondò Cor Ardens (Società Internazionale degli Artisti), il Master Institute of United Arts nel 1921 e Corona Mundi (Centro Internazionale d'Arte) nel 1922. Dopo aver progettato la sua prima spedizione in Asia, si imbarcò per l'India nel 1923. I membri del consiglio del Master Institute of United Arts fondarono il Roerich Museum nel 1923, in cui vennero raccolte moltissime opere di Roerich. Nel 1928 fondò l'Urusvati Himalayan Research Institute nella valle di Kullu in India, che fu un centro per lo studio di materiale etnografico e archeologico, diretto per oltre dieci anni dal figlio Jurij Roerich. Durante la sua vita produsse qualcosa come circa 7 000 dipinti, scrisse 1 200 opere di tutti i tipi e fu una delle “forze” che pose il Grande Sigillo degli Stati Uniti sulle banconote dei dollari. Nel 1929 e nel 1935 venne proposto come premio Nobel per la pace per gli sforzi compiuti a favore della pace mondiale per mezzo dell'arte e della cultura e per i tentativi di proteggere l'arte in tempo di guerra.
Il Terzo Convegno Internazionale sulla Bandiera della Pace di Roerich nel novembre del 1933, fu un punto di svolta che portò poi all'approvazione del patto che venne in seguito conosciuto come il Patto Roerich. In sostanza si obbligava le nazioni a rispettare i musei, le università, le cattedrali e le biblioteche come si faceva per gli ospedali. Mentre gli ospedali in tempo di guerra esponevano la bandiera della Croce Rossa, le istituzioni culturali avrebbero esposto la “Bandiera della Pace”, cioè tre sfere color magenta inscritte in un cerchio dello stesso colore su sfondo bianco. Il 15 aprile 1935, Roerich finalmente vide la nascita di un trattato consistente in un patto firmato alla Casa Bianca da rappresentanti degli Stati Uniti e di altre venti nazioni dell'America Latina. I biografi hanno scritto molto sulla vita di Roerich, ma hanno trascurato quello che era il vero “motore” della sua ricerca: il lato spirituale. A un certo punto della loro vita, i coniugi Roerich acquisirono una profonda conoscenza della letteratura e delle tradizioni della religione esoterica.
L'intima conoscenza dell'Oriente e le molteplici esperienze di Nicholas unite alla sua vasta cultura, spiegano perché venisse  ricevuto con onore quasi ovunque egli andasse durante la spedizione in Asia centrale e perché cinesi meravigliati dalla sua conoscenza lo chiamassero "l'Iniziato". Uno dei biografi di Roerich diceva che le prime esperienze cominciarono nella sua infanzia con l'apparizione in sogno di una figura vestita di bianco. Alcuni seguaci affermano che il suo maestro di pittura Kuindži fu per un certo tempo il suo guru. In un tributo a Kuindži, Roerich disse: «… non solo era un artista straordinario, ma era anche un grande maestro di vita». Alcuni credono che Kuindži avrebbe introdotto Roerich alle idee e alla letteratura esoterica, ma quel che insegnò, oltre alla pittura, è avvolto nel mistero. In ogni modo i coniugi Roerich furono membri della Società Teosofica e tradussero in lingua russa La dottrina segreta di Madame Blavatsky. Nel corso degli anni pubblicarono diversi libri su una grande varietà di argomenti spirituali. Alcuni non identificano nemmeno l'autore e altri, come nel caso di Helena Roerich, vennero scritti sotto pseudonimo.
Attratti dall'Oriente i Roerich partirono per l'Asia nel 1923 e la spedizione durò quattro anni e mezzo. Viaggiarono attraverso il Sikkim, India, Ladakh, Tibet, Cina e Mongolia. Malgrado le enormi difficoltà, durante il viaggio Roerich realizzò 500 dipinti. Scrisse poi riguardo al viaggio: «L'Himalaya è una vera Mecca per uno scienziato». Fu proprio nella regione del Ladakh che, visitando monasteri buddisti e parlando con la popolazione locale, raccolse la leggenda del passaggio di Gesù Cristo per quelle terre antiche. Nicholas Roerich ci ha lasciato moltissime opere, tra le quali Himalaya, Altai-Himalaya ed Il Cuore dell'Asia. È stato il referente in Tibet dell'Antico e Mistico Ordine della Rosa-Croce.
Le sue ceneri furono sepolte su un'altura di fronte alle vette himalayane che aveva tanto amato e magistralmente ritratto.